# Saison 2023-2024 des Pacers de l'Indiana
La saison 2023-2024 des Pacers de l'Indiana est la 57e saison de la franchise et la 48e saison au sein de la National Basketball Association (NBA).
Le 14 avril, les Pacers se qualifient pour les playoffs.
Le 27 mai, ils sont éliminés par les Celtics de Boston en finales de conférence (0-4) après avoir battu les Bucks de Milwaukee au premier tour (4-2) et les Knicks de New York en demi-finales de conférence (4-3).

## Draft
| Tour | Choix | Joueur          | Poste | Nationalité | Provenance                  |
| ---- | ----- | --------------- | ----- | ----------- | --------------------------- |
| 1    | 7     | Bilal Coulibaly | SF    | France      | Metropolitans 92 (France)   |
| 1    | 26    | Ben Sheppard    | SG    | États-Unis  | Bruins de Belmont           |
| 2    | 32    | Jalen Pickett   | SG    | États-Unis  | Nittany Lions de Penn State |
| 2    | 55    | Isaiah Wong     | PG    | États-Unis  | Hurricanes de Miami         |

## Matchs

### Summer League
| Summer League Total: 2-3 |

| Match | Date match | Équipe        | Score    | Meilleur marqueur       | Meilleur rebondeur     | Meilleur passeur      | Lieux Spectateurs      | Série |
| ----- | ---------- | ------------- | -------- | ----------------------- | ---------------------- | --------------------- | ---------------------- | ----- |
| 1     | 8 juillet  | Washington    | V 91-83  | Bennedict Mathurin (27) | Isaiah Jackson (14)    | Andrew Nembhard (8)   | Thomas & Mack Center 0 | 1 - 0 |
| 2     | 10 juillet | Orlando       | V 108-85 | Andrew Nembhard (21)    | Isaiah Jackson (11)    | Andrew Nembhard (7)   | Thomas & Mack Center 0 | 2 - 0 |
| 3     | 12 juillet | Oklahoma City | D 87-98  | Jarace Walker (20)      | Oscar Tshiebwe (11)    | Isaiah Wong (4)       | Cox Pavilion 0         | 2 - 1 |
| 4     | 14 juillet | Dallas        | D 91-112 | Ben Sheppard (19)       | Oscar Tshiebwe (7)     | Robert Woodard II (4) | Cox Pavilion 0         | 2 - 2 |
| 5     | 16 juillet | Détroit       | D 85-100 | Isaiah Wong (24)        | Robert Woodard II (11) | Isaiah Wong (3)       | Cox Pavilion 0         | 2 - 3 |

### Pré-saison
| Pré-saison Total: 2-2 (Domicile : 2-0; Extérieur : 0-2) |

| Match | Date match | Équipe    | Score          | Meilleur marqueur        | Meilleur rebondeur | Meilleur passeur      | Lieux Spectateurs            | Série |
| ----- | ---------- | --------- | -------------- | ------------------------ | ------------------ | --------------------- | ---------------------------- | ----- |
| 1     | 8 octobre  | @ Memphis | D 122-127 (OT) | Jarace Walker (19)       | Jarace Walker (9)  | T. J. McConnell (8)   | FedExForum 14 403            | 0 - 1 |
| 2     | 10 octobre | @ Houston | D 103-122      | Aaron Nesmith (18)       | Smith, Toppin (6)  | Buddy Hield (9)       | Toyota Center 12 680         | 0 - 2 |
| 3     | 16 octobre | Atlanta   | V 116-112      | Haliburton, Nesmith (15) | Jalen Smith (7)    | T. J. McConnell (9)   | Gainbridge Fieldhouse 8 976  | 1 - 2 |
| 4     | 20 octobre | Cleveland | V 109-104      | Buddy Hield (20)         | Toppin, Turner (9) | Tyrese Haliburton (9) | Gainbridge Fieldhouse 10 470 | 2 - 2 |

### Saison régulière
| Saison régulière Total: 47-35 (Domicile : 26-15; Extérieur : 21-20) |

| Match | Date match | Équipe      | Score     | Meilleur marqueur  | Meilleur rebondeur | Meilleur passeur       | Lieux Spectateurs                 | Série |
| ----- | ---------- | ----------- | --------- | ------------------ | ------------------ | ---------------------- | --------------------------------- | ----- |
| 1     | 25 octobre | Washington  | V 143-120 | Bruce Brown (24)   | Smith, Turner (8)  | Tyrese Haliburton (11) | Gainbridge Fieldhouse 16 004      | 1 - 0 |
| 2     | 28 octobre | @ Cleveland | V 125-113 | Aaron Nesmith (26) | Myles Turner (12)  | Tyrese Haliburton (13) | Rocket Mortgage FieldHouse 19 432 | 2 - 0 |
| 3     | 30 octobre | Chicago     | D 105-112 | Myles Turner (20)  | Myles Turner (11)  | Tyrese Haliburton (13) | Gainbridge Fieldhouse 15 021      | 2 - 1 |

| Match                                                                      | Date match   | Équipe          | Score     | Meilleur marqueur      | Meilleur rebondeur      | Meilleur passeur         | Lieux Spectateurs            | Série |
| -------------------------------------------------------------------------- | ------------ | --------------- | --------- | ---------------------- | ----------------------- | ------------------------ | ---------------------------- | ----- |
| 4                                                                          | 1er novembre | @ Boston        | D 104-155 | T. J. McConnell (18)   | T. J. McConnell (7)     | Hield, McConnell (5)     | TD Garden 19 156             | 2 - 2 |
| 5                                                                          | 3 novembre   | Cleveland*      | V 121-116 | Myles Turner (27)      | Myles Turner (9)        | Tyrese Haliburton (13)   | Gainbridge Fieldhouse 16 744 | 3 - 2 |
| 6                                                                          | 4 novembre   | Charlotte       | D 124-125 | Tyrese Haliburton (43) | Jalen Smith (9)         | Tyrese Haliburton (12)   | Gainbridge Fieldhouse 15 945 | 3 - 3 |
| 7                                                                          | 6 novembre   | San Antonio     | V 152-111 | Tyrese Haliburton (23) | Myles Turner (11)       | Haliburton, Nembhard (8) | Gainbridge Fieldhouse 15 129 | 4 - 3 |
| 8                                                                          | 8 novembre   | Utah            | V 134-118 | Aaron Nesmith (24)     | Jalen Smith (11)        | Tyrese Haliburton (13)   | Gainbridge Fieldhouse 14 509 | 5 - 3 |
| 9                                                                          | 9 novembre   | Milwaukee       | V 126-124 | Tyrese Haliburton (29) | Bennedict Mathurin (11) | Tyrese Haliburton (10)   | Gainbridge Fieldhouse 14 648 | 6 - 3 |
| 10                                                                         | 12 novembre  | @ Philadelphie  | D 126-137 | Tyrese Haliburton (25) | Jalen Smith (6)         | Tyrese Haliburton (17)   | Wells Fargo Center 19 758    | 6 - 4 |
| 11                                                                         | 14 novembre  | @ Philadelphie* | V 132-126 | Tyrese Haliburton (33) | Isaiah Jackson (9)      | Tyrese Haliburton (15)   | Wells Fargo Center 19 774    | 7 - 4 |
| 12                                                                         | 19 novembre  | Orlando         | D 116-128 | Jordan Nwora (19)      | Bennedict Mathurin (6)  | T. J. McConnell (5)      | Gainbridge Fieldhouse 17 276 | 7 - 5 |
| 13                                                                         | 21 novembre  | @ Atlanta*      | V 157-152 | Tyrese Haliburton (37) | Myles Turner (9)        | Tyrese Haliburton (16)   | State Farm Arena 17 162      | 8 - 5 |
| 14                                                                         | 22 novembre  | Toronto         | D 131-132 | Tyrese Haliburton (33) | Myles Turner (8)        | Tyrese Haliburton (16)   | Gainbridge Fieldhouse 17 091 | 8 - 6 |
| 15                                                                         | 24 novembre  | Détroit*        | V 136-113 | Tyrese Haliburton (26) | Myles Turner (10)       | Tyrese Haliburton (10)   | Gainbridge Fieldhouse 17 274 | 9 - 6 |
| 16                                                                         | 27 novembre  | Portland        | D 110-114 | Tyrese Haliburton (33) | Myles Turner (8)        | Tyrese Haliburton (9)    | Gainbridge Fieldhouse 14 508 | 9 - 7 |
| 17                                                                         | 30 novembre  | @ Miami         | D 132-142 | Tyrese Haliburton (44) | Myles Turner (9)        | Tyrese Haliburton (10)   | Kaseya Center 19 604         | 9 - 8 |
| *Matchs comptant pour la phase de groupe du NBA In-Season Tournament 2023. |              |                 |           |                        |                         |                          |                              |       |

| Match                                                                   | Date match  | Équipe        | Score     | Meilleur marqueur       | Meilleur rebondeur      | Meilleur passeur         | Lieux Spectateurs            | Série   |
| ----------------------------------------------------------------------- | ----------- | ------------- | --------- | ----------------------- | ----------------------- | ------------------------ | ---------------------------- | ------- |
| 18                                                                      | 2 décembre  | @ Miami       | V 144-129 | Bruce Brown (30)        | Myles Turner (10)       | McConnell, Nembhard (11) | Kaseya Center 19 650         | 10 - 8  |
| 19                                                                      | 4 décembre  | Boston*       | V 122-112 | Tyrese Haliburton (26)  | Haliburton, Turner (10) | Tyrese Haliburton (13)   | Gainbridge Fieldhouse 16 693 | 11 - 8  |
| 20                                                                      | 7 décembre  | @ Milwaukee*  | V 128-119 | Tyrese Haliburton (27)  | Buddy Hield (11)        | Tyrese Haliburton (15)   | T-Mobile Arena 16 837        | 12 - 8  |
| 21                                                                      | 11 décembre | @ Détroit     | V 131-123 | Bennedict Mathurin (30) | Bruce Brown (9)         | Tyrese Haliburton (16)   | Little Caesars Arena 14 988  | 13 - 8  |
| 22                                                                      | 13 décembre | @ Milwaukee   | D 126-140 | Haliburton, Turner (22) | Myles Turner (9)        | Bruce Brown (9)          | Fiserv Forum 17 431          | 13 - 9  |
| 23                                                                      | 15 décembre | @ Washington  | D 123-137 | Isaiah Jackson (20)     | Isaiah Jackson (13)     | Tyrese Haliburton (11)   | Capital One Arena 15 208     | 13 - 10 |
| 24                                                                      | 16 décembre | @ Minnesota   | D 109-127 | Brown, Nesmith (17)     | Trois joueurs (5)       | Isaiah Jackson (20)      | Target Center 18 024         | 13 - 11 |
| 25                                                                      | 18 décembre | L.A. Clippers | D 127-151 | Bennedict Mathurin (34) | Mathurin, Nesmith (6)   | Tyrese Haliburton (11)   | Gainbridge Fieldhouse 16 665 | 13 - 12 |
| 26                                                                      | 20 décembre | Charlotte     | V 144-113 | Buddy Hield (25)        | Myles Turner (6)        | Tyrese Haliburton (13)   | Gainbridge Fieldhouse 16 761 | 14 - 12 |
| 27                                                                      | 21 décembre | @ Memphis     | D 103-116 | Obi Toppin (22)         | Hield, Turner (6)       | Tyrese Haliburton (14)   | FedExForum 18 160            | 14 - 13 |
| 28                                                                      | 23 décembre | Orlando       | D 110-117 | Tyrese Haliburton (29)  | Hield, Turner (7)       | Tyrese Haliburton (15)   | Gainbridge Fieldhouse 17 274 | 14 - 14 |
| 29                                                                      | 26 décembre | @ Houston     | V 123-117 | Tyrese Haliburton (33)  | Jalen Smith (8)         | Tyrese Haliburton (10)   | Toyota Center 18 055         | 15 - 14 |
| 30                                                                      | 28 décembre | @ Chicago     | V 120-104 | Myles Turner (24)       | Obi Toppin (12)         | Tyrese Haliburton (20)   | United Center 21 568         | 16 - 14 |
| 31                                                                      | 30 décembre | New York      | V 140-126 | Myles Turner (28)       | Toppin, Turner (8)      | Tyrese Haliburton (23)   | Gainbridge Fieldhouse 17 274 | 17 - 14 |
| *Matchs comptant pour la phase finale du NBA In-Season Tournament 2023. |             |               |           |                         |                         |                          |                              |         |

| Match | Date match  | Équipe       | Score     | Meilleur marqueur       | Meilleur rebondeur      | Meilleur passeur       | Lieux Spectateurs            | Série   |
| ----- | ----------- | ------------ | --------- | ----------------------- | ----------------------- | ---------------------- | ---------------------------- | ------- |
| 32    | 1er janvier | @ Milwaukee  | V 122-113 | Tyrese Haliburton (26)  | Bennedict Mathurin (13) | Tyrese Haliburton (11) | Fiserv Forum 17 922          | 18 - 14 |
| 33    | 3 janvier   | Milwaukee    | V 142-130 | Tyrese Haliburton (31)  | Obi Toppin (8)          | Tyrese Haliburton (12) | Gainbridge Fieldhouse 17 274 | 19 - 14 |
| 34    | 5 janvier   | Atlanta      | V 150-116 | Myles Turner (27)       | Tyrese Haliburton (8)   | Tyrese Haliburton (18) | Gainbridge Fieldhouse 17 274 | 20 - 14 |
| 35    | 6 janvier   | Boston       | D 101-118 | Bennedict Mathurin (20) | Smith, Turner (7)       | Tyrese Haliburton (7)  | Gainbridge Fieldhouse 17 274 | 20 - 15 |
| 36    | 8 janvier   | Boston       | V 133-131 | Bennedict Mathurin (26) | Jalen Smith (9)         | T. J. McConnell (7)    | Gainbridge Fieldhouse 16 009 | 21 - 15 |
| 37    | 10 janvier  | Washington   | V 112-104 | Myles Turner (18)       | Myles Turner (13)       | T. J. McConnell (8)    | Gainbridge Fieldhouse 15 721 | 22 - 15 |
| 38    | 12 janvier  | @ Atlanta    | V 126-108 | Hield, Toppin (18)      | Trois joueurs (7)       | T. J. McConnell (14)   | State Farm Arena 15 596      | 23 - 15 |
| 39    | 14 janvier  | @ Denver     | D 109-117 | Bruce Brown (18)        | Bruce Brown (10)        | Andrew Nembhard (7)    | Ball Arena 19 631            | 23 - 16 |
| 40    | 15 janvier  | @ Utah       | D 105-132 | Hield, Nembhard (14)    | Smith, Tshiebwe (6)     | T. J. McConnell (5)    | Delta Center 18 206          | 23 - 17 |
| 41    | 18 janvier  | @ Sacramento | V 126-121 | Bennedict Mathurin (25) | Jalen Smith (13)        | T. J. McConnell (10)   | Golden 1 Center 17 832       | 24 - 17 |
| 42    | 19 janvier  | @ Portland   | D 115-118 | Myles Turner (29)       | Myles Turner (12)       | Tyrese Haliburton (17) | Moda Center 18 595           | 24 - 18 |
| 43    | 21 janvier  | @ Phoenix    | D 110-117 | Buddy Hield (18)        | Jarace Walker (9)       | Pascal Siakam (7)      | Footprint Center 17 071      | 24 - 19 |
| 44    | 23 janvier  | Denver       | D 109-114 | Myles Turner (22)       | Pascal Siakam (10)      | Andrew Nembhard (7)    | Gainbridge Fieldhouse 16 004 | 24 - 20 |
| 45    | 25 janvier  | Philadelphie | V 134-122 | Pascal Siakam (26)      | Pascal Siakam (13)      | Pascal Siakam (10)     | Gainbridge Fieldhouse 15 699 | 25 - 20 |
| 46    | 26 janvier  | Phoenix      | V 133-131 | Pascal Siakam (31)      | Obi Toppin (11)         | Andrew Nembhard (8)    | Gainbridge Fieldhouse 17 274 | 26 - 20 |
| 47    | 28 janvier  | Memphis      | V 116-110 | Bennedict Mathurin (24) | Jalen Smith (10)        | Andrew Nembhard (9)    | Gainbridge Fieldhouse 16 519 | 27 - 20 |
| 48    | 30 janvier  | @ Boston     | D 124-129 | Aaron Nesmith (26)      | Aaron Nesmith (12)      | Tyrese Haliburton (10) | TD Garden 19 156             | 27 - 21 |

| Match                  | Date match  | Équipe              | Score     | Meilleur marqueur       | Meilleur rebondeur      | Meilleur passeur       | Lieux Spectateurs            | Série   |
| ---------------------- | ----------- | ------------------- | --------- | ----------------------- | ----------------------- | ---------------------- | ---------------------------- | ------- |
| 49                     | 1er février | @ New York          | D 105-109 | Jalen Smith (20)        | Jalen Smith (9)         | Andrew Nembhard (6)    | Madison Square Garden 19 812 | 27 - 22 |
| 50                     | 2 février   | Sacramento          | D 122-133 | Bennedict Mathurin (31) | Isaiah Jackson (8)      | T. J. McConnell (7)    | Gainbridge Fieldhouse 17 274 | 27 - 23 |
| 51                     | 4 février   | @ Charlotte         | V 115-99  | Pascal Siakam (25)      | Myles Turner (10)       | Pascal Siakam (9)      | Spectrum Center 15 687       | 28 - 23 |
| 52                     | 6 février   | Houston             | V 132-129 | Pascal Siakam (29)      | Siakam, Toppin (4)      | Tyrese Haliburton (7)  | Gainbridge Fieldhouse 15 571 | 29 - 23 |
| 53                     | 8 février   | Golden State        | D 109-131 | Pascal Siakam (16)      | Pascal Siakam (8)       | Tyrese Haliburton (11) | Gainbridge Fieldhouse 17 274 | 29 - 24 |
| 54                     | 10 février  | @ New York          | V 125-111 | Myles Turner (23)       | Jackson, Turner (8)     | Tyrese Haliburton (12) | Madison Square Garden 19 812 | 30 - 24 |
| 55                     | 12 février  | @ Charlotte         | D 102-111 | Myles Turner (22)       | Tyrese Haliburton (6)   | Tyrese Haliburton (12) | Spectrum Center 12 112       | 30 - 25 |
| 56                     | 14 février  | @ Toronto           | V 127-125 | Pascal Siakam (23)      | Isaiah Jackson (11)     | Tyrese Haliburton (12) | Scotiabank Arena 19 800      | 31 - 25 |
| NBA All-Star Game 2024 |             |                     |           |                         |                         |                        |                              |         |
| 57                     | 22 février  | Détroit             | V 129-115 | Tyrese Haliburton (25)  | Myles Turner (11)       | Tyrese Haliburton (13) | Gainbridge Fieldhouse 16 506 | 32 - 25 |
| 58                     | 25 février  | Dallas              | V 133-111 | Myles Turner (33)       | Bennedict Mathurin (11) | Tyrese Haliburton (10) | Gainbridge Fieldhouse 17 274 | 33 - 25 |
| 59                     | 26 février  | Toronto             | D 122-130 | Bennedict Mathurin (34) | Myles Turner (11)       | Tyrese Haliburton (7)  | Gainbridge Fieldhouse 16 026 | 33 - 26 |
| 60                     | 28 février  | La Nouvelle-Orléans | V 123-114 | Pascal Siakam (24)      | Pascal Siakam (11)      | Tyrese Haliburton (13) | Gainbridge Fieldhouse 16 010 | 34 - 26 |

| Match | Date match | Équipe                | Score          | Meilleur marqueur       | Meilleur rebondeur  | Meilleur passeur       | Lieux Spectateurs               | Série   |
| ----- | ---------- | --------------------- | -------------- | ----------------------- | ------------------- | ---------------------- | ------------------------------- | ------- |
| 61    | 1er mars   | @ La Nouvelle-Orléans | D 102-129      | Jackson, Mathurin (13)  | Isaiah Jackson (11) | Jarace Walker (6)      | Smoothie King Center 17 898     | 34 - 27 |
| 62    | 3 mars     | @ San Antonio         | D 105-117      | T. J. McConnell (26)    | Myles Turner (10)   | Tyrese Haliburton (8)  | Frost Bank Center 18 027        | 34 - 28 |
| 63    | 5 mars     | @ Dallas              | V 137-120      | Myles Turner (20)       | Pascal Siakam (13)  | Tyrese Haliburton (11) | American Airlines Center 20 200 | 35 - 28 |
| 64    | 7 mars     | Minnesota             | D 111-113      | Pascal Siakam (24)      | Myles Turner (7)    | Tyrese Haliburton (13) | Gainbridge Fieldhouse 16 580    | 35 - 29 |
| 65    | 10 mars    | @ Orlando             | V 111-97       | Haliburton, Siakam (20) | Toppin, Turner (8)  | Tyrese Haliburton (8)  | Kia Center 19 481               | 36 - 29 |
| 66    | 12 mars    | @ Oklahoma City       | V 121-111      | Myles Turner (24)       | Pascal Siakam (11)  | Tyrese Haliburton (12) | Paycom Center 17 118            | 37 - 29 |
| 67    | 13 mars    | Chicago               | D 129-132 (OT) | Myles Turner (27)       | Pascal Siakam (9)   | Tyrese Haliburton (14) | Gainbridge Fieldhouse 17 274    | 37 - 30 |
| 68    | 16 mars    | Brooklyn              | V 121-100      | Pascal Siakam (28)      | Pascal Siakam (11)  | Haliburton, Siakam (4) | Gainbridge Fieldhouse 17 009    | 38 - 30 |
| 69    | 18 mars    | Cleveland             | D 103-108      | Pascal Siakam (19)      | Pascal Siakam (12)  | Tyrese Haliburton (12) | Gainbridge Fieldhouse 17 274    | 38 - 31 |
| 70    | 20 mars    | @ Détroit             | V 122-103      | Pascal Siakam (25)      | Isaiah Jackson (11) | Tyrese Haliburton (9)  | Little Caesars Arena 19 897     | 39 - 31 |
| 71    | 22 mars    | @ Golden State        | V 123-111      | Tyrese Haliburton (26)  | Pascal Siakam (16)  | Tyrese Haliburton (11) | Chase Center 18 064             | 40 - 31 |
| 72    | 24 mars    | @ L.A. Lakers         | D 145-150      | Pascal Siakam (36)      | Pascal Siakam (12)  | Tyrese Haliburton (10) | Crypto.com Arena 18 997         | 40 - 32 |
| 73    | 25 mars    | @ L.A. Clippers       | V 133-116      | Pascal Siakam (31)      | Myles Turner (7)    | Tyrese Haliburton (9)  | Crypto.com Arena 19 370         | 41 - 32 |
| 74    | 27 mars    | @ Chicago             | D 99-125       | Andrew Nembhard (18)    | Pascal Siakam (8)   | Haliburton, Siakam (5) | United Center 22 018            | 41 - 33 |
| 75    | 29 mars    | L.A. Lakers           | V 109-90       | Pascal Siakam (22)      | Pascal Siakam (11)  | Tyrese Haliburton (8)  | Gainbridge Fieldhouse 17 274    | 42 - 33 |

| Match | Date match | Équipe        | Score     | Meilleur marqueur       | Meilleur rebondeur | Meilleur passeur       | Lieux Spectateurs                 | Série   |
| ----- | ---------- | ------------- | --------- | ----------------------- | ------------------ | ---------------------- | --------------------------------- | ------- |
| 76    | 1er avril  | Brooklyn      | V 133-111 | Tyrese Haliburton (27)  | Jalen Smith (10)   | Tyrese Haliburton (13) | Gainbridge Fieldhouse 16 522      | 43 - 33 |
| 77    | 3 avril    | @ Brooklyn    | D 111-115 | Pascal Siakam (26)      | Siakam, Smith (9)  | Tyrese Haliburton (8)  | Barclays Center 17 732            | 43 - 34 |
| 78    | 5 avril    | Oklahoma City | V 126-112 | Pascal Siakam (21)      | Obi Toppin (8)     | Tyrese Haliburton (11) | Gainbridge Fieldhouse 17 274      | 44 - 34 |
| 79    | 7 avril    | Miami         | V 117-115 | McConnell, Turner (22)  | Myles Turner (13)  | Tyrese Haliburton (8)  | Gainbridge Fieldhouse 17 274      | 45 - 34 |
| 80    | 9 avril    | @ Toronto     | V 140-123 | Tyrese Haliburton (30)  | Pascal Siakam (9)  | Andrew Nembhard (8)    | Scotiabank Arena 19 325           | 46 - 34 |
| 81    | 12 avril   | @ Cleveland   | D 120-129 | Haliburton, Siakam (19) | Cinq joueurs (6)   | Tyrese Haliburton (12) | Rocket Mortgage FieldHouse 19 432 | 46 - 35 |
| 82    | 14 avril   | Atlanta       | V 157-115 | Myles Turner (31)       | Myles Turner (12)  | Tyrese Haliburton (13) | Gainbridge Fieldhouse 17 274      | 47 - 35 |

### Playoffs
| Playoffs Total: 8-8 (Domicile : 6-1; Extérieur : 2-7) |

| Match | Date match | Équipe      | Score          | Meilleur marqueur      | Meilleur rebondeur     | Meilleur passeur       | Lieux Spectateurs            | Série |
| ----- | ---------- | ----------- | -------------- | ---------------------- | ---------------------- | ---------------------- | ---------------------------- | ----- |
| 1     | 21 avril   | @ Milwaukee | D 94-109       | Pascal Siakam (36)     | Pascal Siakam (13)     | Tyrese Haliburton (8)  | Fiserv Forum 17 341          | 0 - 1 |
| 2     | 23 avril   | @ Milwaukee | V 125-108      | Pascal Siakam (37)     | Pascal Siakam (11)     | Tyrese Haliburton (12) | Fiserv Forum 17 683          | 1 - 1 |
| 3     | 26 avril   | Milwaukee   | V 121-118 (OT) | Myles Turner (29)      | Tyrese Haliburton (10) | Tyrese Haliburton (16) | Gainbridge Fieldhouse 17 274 | 2 - 1 |
| 4     | 28 avril   | Milwaukee   | V 126-113      | Myles Turner (29)      | Siakam, Turner (9)     | Andrew Nembhard (9)    | Gainbridge Fieldhouse 17 274 | 3 - 1 |
| 5     | 30 avril   | @ Milwaukee | D 92-115       | Tyrese Haliburton (16) | Obi Toppin (6)         | Tyrese Haliburton (6)  | Fiserv Forum 17 341          | 3 - 2 |
| 6     | 2 mai      | Milwaukee   | V 120-98       | Obi Toppin (21)        | Obi Toppin (8)         | Tyrese Haliburton (10) | Gainbridge Fieldhouse 17 274 | 4 - 2 |

| Match | Date match | Équipe     | Score     | Meilleur marqueur      | Meilleur rebondeur | Meilleur passeur          | Lieux Spectateurs            | Série |
| ----- | ---------- | ---------- | --------- | ---------------------- | ------------------ | ------------------------- | ---------------------------- | ----- |
| 1     | 6 mai      | @ New York | D 117-121 | Myles Turner (23)      | Trois joueurs (6)  | Tyrese Haliburton (8)     | Madison Square Garden 19 812 | 0 - 1 |
| 2     | 8 mai      | @ New York | D 121-130 | Tyrese Haliburton (34) | Pascal Siakam (9)  | T. J. McConnell (12)      | Madison Square Garden 19 812 | 0 - 2 |
| 3     | 10 mai     | New York   | V 111-106 | Tyrese Haliburton (35) | Myles Turner (10)  | Tyrese Haliburton (7)     | Gainbridge Fieldhouse 17 274 | 1 - 2 |
| 4     | 12 mai     | New York   | V 121-89  | Tyrese Haliburton (20) | Aaron Nesmith (12) | T. J. McConnell (10)      | Gainbridge Fieldhouse 17 274 | 2 - 2 |
| 5     | 14 mai     | @ New York | D 91-121  | Pascal Siakam (22)     | Pascal Siakam (8)  | Haliburton, McConnell (5) | Madison Square Garden 19 812 | 2 - 3 |
| 6     | 17 mai     | New York   | V 116-103 | Pascal Siakam (25)     | Myles Turner (8)   | Tyrese Haliburton (9)     | Gainbridge Fieldhouse 17 274 | 3 - 3 |
| 7     | 19 mai     | @ New York | V 130-109 | Tyrese Haliburton (26) | Trois joueurs (5)  | Haliburton, Nembhard (6)  | Madison Square Garden 19 812 | 4 - 3 |

| Match | Date match | Équipe   | Score          | Meilleur marqueur    | Meilleur rebondeur | Meilleur passeur       | Lieux Spectateurs            | Série |
| ----- | ---------- | -------- | -------------- | -------------------- | ------------------ | ---------------------- | ---------------------------- | ----- |
| 1     | 21 mai     | @ Boston | D 128-133 (OT) | Pascal Siakam (24)   | Pascal Siakam (12) | Tyrese Haliburton (10) | TD Garden 19 156             | 0 - 1 |
| 2     | 23 mai     | @ Boston | D 110-126      | Pascal Siakam (28)   | Trois joueurs (5)  | Tyrese Haliburton (8)  | TD Garden 19 156             | 0 - 2 |
| 3     | 25 mai     | Boston   | D 111-114      | Andrew Nembhard (32) | Myles Turner (10)  | Andrew Nembhard (9)    | Gainbridge Fieldhouse 17 274 | 0 - 3 |
| 4     | 27 mai     | Boston   | D 102-105      | Andrew Nembhard (24) | Pascal Siakam (10) | Andrew Nembhard (10)   | Gainbridge Fieldhouse 17 274 | 0 - 4 |

### Confrontations en saison régulière
| Conférence Est      | Conférence Est                              | Conférence Est                              | Conférence Est                              | Conférence Est                              | Conférence Est                              | Conférence Est                              | Conférence Ouest                            | Conférence Ouest                            | Conférence Ouest                            |
| Division Atlantique | Division Atlantique                         | Division Atlantique                         | Division Atlantique                         | Division Atlantique                         | Division Atlantique                         | Division Atlantique                         | Division Nord-Ouest                         | Division Nord-Ouest                         | Division Nord-Ouest                         |
| Équipe              | Domicile                                    | Domicile                                    | Domicile                                    | Extérieur                                   | Extérieur                                   | Extérieur                                   | Équipe                                      | Domicile                                    | Extérieur                                   |
| ------------------- | ------------------------------------------- | ------------------------------------------- | ------------------------------------------- | ------------------------------------------- | ------------------------------------------- | ------------------------------------------- | ------------------------------------------- | ------------------------------------------- | ------------------------------------------- |
| Boston              | 122-112                                     | 101-118                                     | 133-131                                     | 104-155                                     | 124-129                                     |                                             | Denver                                      | 109-114                                     | 109-117                                     |
| Brooklyn            | 121-100                                     | 133-111                                     |                                             | 111-115                                     |                                             |                                             | Minnesota                                   | 111-113                                     | 109-127                                     |
| New York            | 140-126                                     |                                             |                                             | 105-109                                     | 125-111                                     |                                             | Oklahoma City                               | 126-112                                     | 121-111                                     |
| Philadelphie        | 134-122                                     |                                             |                                             | 126-137                                     | 132-126                                     |                                             | Portland                                    | 110-114                                     | 115-118                                     |
| Toronto             | 131-132                                     | 122-130                                     |                                             | 127-125                                     | 140-123                                     |                                             | Utah                                        | 134-118                                     | 105-132                                     |
| Division            | 10–8 (Domicile : 6-3; Extérieur : 4-5)      | 10–8 (Domicile : 6-3; Extérieur : 4-5)      | 10–8 (Domicile : 6-3; Extérieur : 4-5)      | 10–8 (Domicile : 6-3; Extérieur : 4-5)      | 10–8 (Domicile : 6-3; Extérieur : 4-5)      | 10–8 (Domicile : 6-3; Extérieur : 4-5)      | Division                                    | 3–7 (Domicile : 2-3; Extérieur : 1-4)       | 3–7 (Domicile : 2-3; Extérieur : 1-4)       |
| Division Centrale   | Division Centrale                           | Division Centrale                           | Division Centrale                           | Division Centrale                           | Division Centrale                           | Division Centrale                           | Division Pacifique                          | Division Pacifique                          | Division Pacifique                          |
| Équipe              | Domicile                                    | Domicile                                    | Domicile                                    | Extérieur                                   | Extérieur                                   | Extérieur                                   | Équipe                                      | Domicile                                    | Extérieur                                   |
| Chicago             | 105-112                                     | 129-132 (OT)                                |                                             | 120-104                                     | 99-125                                      |                                             | Golden State                                | 109-131                                     | 123-111                                     |
| Cleveland           | 121-116                                     | 103-108                                     |                                             | 125-113                                     | 120-129                                     |                                             | L.A. Clippers                               | 127-151                                     | 133-116                                     |
| Détroit             | 136-113                                     | 129-115                                     |                                             | 131-123                                     | 122-103                                     |                                             | L.A. Lakers                                 | 109-90                                      | 145-150                                     |
|                     |                                             |                                             |                                             |                                             |                                             |                                             | Phoenix                                     | 133-131                                     | 110-117                                     |
| Milwaukee           | 126-124                                     | 142-130                                     |                                             | 128-119                                     | 126-140                                     | 122-113                                     | Sacramento                                  | 122-133                                     | 126-121                                     |
| Division            | 11–6 (Domicile : 5-3; Extérieur : 6-3)      | 11–6 (Domicile : 5-3; Extérieur : 6-3)      | 11–6 (Domicile : 5-3; Extérieur : 6-3)      | 11–6 (Domicile : 5-3; Extérieur : 6-3)      | 11–6 (Domicile : 5-3; Extérieur : 6-3)      | 11–6 (Domicile : 5-3; Extérieur : 6-3)      | Division                                    | 5–5 (Domicile : 2-3; Extérieur : 3-2)       | 5–5 (Domicile : 2-3; Extérieur : 3-2)       |
| Division Sud-Est    | Division Sud-Est                            | Division Sud-Est                            | Division Sud-Est                            | Division Sud-Est                            | Division Sud-Est                            | Division Sud-Est                            | Division Sud-Ouest                          | Division Sud-Ouest                          | Division Sud-Ouest                          |
| Équipe              | Domicile                                    | Domicile                                    | Domicile                                    | Extérieur                                   | Extérieur                                   | Extérieur                                   | Équipe                                      | Domicile                                    | Extérieur                                   |
| Atlanta             | 150-116                                     | 157-115                                     |                                             | 157-152                                     | 126-108                                     |                                             | Dallas                                      | 133-111                                     | 137-120                                     |
| Charlotte           | 124-125                                     | 144-113                                     |                                             | 115-99                                      | 102-111                                     |                                             | Houston                                     | 132-129                                     | 123-117                                     |
| Miami               | 117-115                                     |                                             |                                             | 132-142                                     | 144-129                                     |                                             | Memphis                                     | 116-110                                     | 103-116                                     |
| Orlando             | 116-128                                     | 110-117                                     |                                             | 111-97                                      |                                             |                                             | New Orleans                                 | 123-114                                     | 102-129                                     |
| Washington          | 143-120                                     | 112-104                                     |                                             | 123-137                                     |                                             |                                             | San Antonio                                 | 152-111                                     | 105-117                                     |
| Division            | 11–6 (Domicile : 6-3; Extérieur : 5-3)      | 11–6 (Domicile : 6-3; Extérieur : 5-3)      | 11–6 (Domicile : 6-3; Extérieur : 5-3)      | 11–6 (Domicile : 6-3; Extérieur : 5-3)      | 11–6 (Domicile : 6-3; Extérieur : 5-3)      | 11–6 (Domicile : 6-3; Extérieur : 5-3)      | Division                                    | 7–3 (Domicile : 5-0; Extérieur : 2-3)       | 7–3 (Domicile : 5-0; Extérieur : 2-3)       |
| Conférence          | 32–20 (Domicile : 17–9; Extérieur : 15–11)  | 32–20 (Domicile : 17–9; Extérieur : 15–11)  | 32–20 (Domicile : 17–9; Extérieur : 15–11)  | 32–20 (Domicile : 17–9; Extérieur : 15–11)  | 32–20 (Domicile : 17–9; Extérieur : 15–11)  | 32–20 (Domicile : 17–9; Extérieur : 15–11)  | Conférence                                  | 15–15 (Domicile : 9–6; Extérieur : 6–9)     | 15–15 (Domicile : 9–6; Extérieur : 6–9)     |
| Total               | 47–35 (Domicile : 26–15; Extérieur : 21–20) | 47–35 (Domicile : 26–15; Extérieur : 21–20) | 47–35 (Domicile : 26–15; Extérieur : 21–20) | 47–35 (Domicile : 26–15; Extérieur : 21–20) | 47–35 (Domicile : 26–15; Extérieur : 21–20) | 47–35 (Domicile : 26–15; Extérieur : 21–20) | 47–35 (Domicile : 26–15; Extérieur : 21–20) | 47–35 (Domicile : 26–15; Extérieur : 21–20) | 47–35 (Domicile : 26–15; Extérieur : 21–20) |

## Classements

### Saison régulière
| Conférence Est | Conférence Est             | Conférence Est | Conférence Est | Conférence Est | Conférence Est | Conférence Est | Conférence Est |
| No             | Franchise                  | Vic.           | Déf.           | MJ             | V/D            | GB             |                |
| -------------- | -------------------------- | -------------- | -------------- | -------------- | -------------- | -------------- | -------------- |
| 1              | z - Celtics de Boston      | 64             | 18             | 82             | .780           | –              |                |
| 2              | x - Knicks de New York     | 50             | 32             | 82             | .610           | 14             |                |
| 3              | y - Bucks de Milwaukee     | 49             | 33             | 82             | .598           | 15             |                |
| 4              | x - Cavaliers de Cleveland | 48             | 34             | 82             | .585           | 16             |                |
| 5              | y - Magic d'Orlando        | 47             | 35             | 82             | .573           | 17             |                |
| 6              | x - Pacers de l'Indiana    | 47             | 35             | 82             | .573           | 17             |                |
|                |                            |                |                |                |                |                |                |
| 7              | x - 76ers de Philadelphie  | 47             | 35             | 82             | .573           | 17             |                |
| 8              | x - Heat de Miami          | 46             | 36             | 82             | .561           | 18             |                |
| 9              | pi - Bulls de Chicago      | 39             | 43             | 82             | .476           | 25             |                |
| 10             | pi - Hawks d'Atlanta       | 36             | 46             | 82             | .439           | 28             |                |
|                |                            |                |                |                |                |                |                |
| 11             | o - Nets de Brooklyn       | 32             | 50             | 82             | .390           | 32             |                |
| 12             | o - Raptors de Toronto     | 25             | 57             | 82             | .305           | 39             |                |
| 13             | o - Hornets de Charlotte   | 21             | 61             | 82             | .256           | 43             |                |
| 14             | o - Wizards de Washington  | 15             | 67             | 82             | .183           | 49             |                |
| 15             | o - Pistons de Détroit     | 14             | 68             | 82             | .171           | 50             |                |

| Division Centrale          | V  | D  | MJ | V/D  | GB | Dom   | Ext   | Div  |
| -------------------------- | -- | -- | -- | ---- | -- | ----- | ----- | ---- |
| y - Bucks de Milwaukee     | 49 | 33 | 82 | .598 | –  | 31-11 | 18-22 | 10-7 |
| x - Cavaliers de Cleveland | 48 | 34 | 82 | .585 | 1  | 26-15 | 22-19 | 11-5 |
| x - Pacers de l'Indiana    | 47 | 35 | 82 | .573 | 2  | 26-15 | 21-20 | 11-6 |
| pi - Bulls de Chicago      | 39 | 43 | 82 | .476 | 10 | 20-21 | 19-22 | 7-9  |
| o - Pistons de Détroit     | 14 | 68 | 82 | .171 | 35 | 7-33  | 7-35  | 2-14 |

### NBA In-Season Tournament
| Rang | Équipe                 | Pts | J | G | P | Pp  | Pc  | Diff |
| ---- | ---------------------- | --- | - | - | - | --- | --- | ---- |
| 1    | Pacers de l'Indiana    | 8   | 4 | 4 | 0 | 546 | 507 | 39   |
| 2    | Cavaliers de Cleveland | 7   | 4 | 3 | 1 | 474 | 445 | 29   |
| 3    | 76ers de Philadelphie  | 6   | 4 | 2 | 2 | 485 | 476 | 9    |
| 4    | Hawks d'Atlanta        | 5   | 4 | 1 | 3 | 499 | 531 | -32  |
| 5    | Pistons de Détroit     | 4   | 4 | 0 | 4 | 439 | 484 | -45  |

|  | Quarts de finale                   | Quarts de finale                | Quarts de finale                | Quarts de finale                |                       |                       | Demi-finales           | Demi-finales           | Demi-finales           | Demi-finales           |  |  | Finale                 | Finale                 | Finale                 | Finale                 |
|  |                                    |                                 |                                 |                                 |                       |                       |                        |                        |                        |                        |  |  |                        |                        |                        |                        |
|  | 5 décembre 2023 – Milwaukee, WI    | 5 décembre 2023 – Milwaukee, WI | 5 décembre 2023 – Milwaukee, WI | 5 décembre 2023 – Milwaukee, WI |                       |                       | 7 décembre – Las Vegas | 7 décembre – Las Vegas | 7 décembre – Las Vegas | 7 décembre – Las Vegas |  |  | 9 décembre – Las Vegas | 9 décembre – Las Vegas | 9 décembre – Las Vegas | 9 décembre – Las Vegas |
|  | 5 décembre 2023 – Milwaukee, WI    | 5 décembre 2023 – Milwaukee, WI | 5 décembre 2023 – Milwaukee, WI | 5 décembre 2023 – Milwaukee, WI |                       |                       | 7 décembre – Las Vegas | 7 décembre – Las Vegas | 7 décembre – Las Vegas | 7 décembre – Las Vegas |  |  | 9 décembre – Las Vegas | 9 décembre – Las Vegas | 9 décembre – Las Vegas | 9 décembre – Las Vegas |
|  | Bucks de Milwaukee                 | Bucks de Milwaukee              | 146                             | 146                             |                       |                       | 7 décembre – Las Vegas | 7 décembre – Las Vegas | 7 décembre – Las Vegas | 7 décembre – Las Vegas |  |  | 9 décembre – Las Vegas | 9 décembre – Las Vegas | 9 décembre – Las Vegas | 9 décembre – Las Vegas |
|  | Bucks de Milwaukee                 | Bucks de Milwaukee              | 146                             | 146                             |                       |                       | 7 décembre – Las Vegas | 7 décembre – Las Vegas | 7 décembre – Las Vegas | 7 décembre – Las Vegas |  |  | 9 décembre – Las Vegas | 9 décembre – Las Vegas | 9 décembre – Las Vegas | 9 décembre – Las Vegas |
|  | Knicks de New York                 | Knicks de New York              | 122                             | 122                             |                       |                       | 7 décembre – Las Vegas | 7 décembre – Las Vegas | 7 décembre – Las Vegas | 7 décembre – Las Vegas |  |  | 9 décembre – Las Vegas | 9 décembre – Las Vegas | 9 décembre – Las Vegas | 9 décembre – Las Vegas |
|  | Knicks de New York                 | Knicks de New York              | 122                             | 122                             | Bucks de Milwaukee    | Bucks de Milwaukee    | 119                    | 119                    |                        |                        |  |  | 9 décembre – Las Vegas | 9 décembre – Las Vegas | 9 décembre – Las Vegas | 9 décembre – Las Vegas |
|  | 4 décembre 2023 – Indianapolis, IN |                                 |                                 |                                 | Bucks de Milwaukee    | Bucks de Milwaukee    | 119                    | 119                    |                        |                        |  |  | 9 décembre – Las Vegas | 9 décembre – Las Vegas | 9 décembre – Las Vegas | 9 décembre – Las Vegas |
|  |                                    |                                 | Pacers de l'Indiana             | Pacers de l'Indiana             | 128                   | 128                   |                        |                        |                        |                        |  |  | 9 décembre – Las Vegas | 9 décembre – Las Vegas | 9 décembre – Las Vegas | 9 décembre – Las Vegas |
|  | Pacers de l'Indiana                | Pacers de l'Indiana             | Pacers de l'Indiana             | Pacers de l'Indiana             | 128                   | 128                   | 122                    | 122                    |                        |                        |  |  | 9 décembre – Las Vegas | 9 décembre – Las Vegas | 9 décembre – Las Vegas | 9 décembre – Las Vegas |
|  | Pacers de l'Indiana                | Pacers de l'Indiana             | 7 décembre – Las Vegas          |                                 |                       |                       | 122                    | 122                    |                        |                        |  |  | 9 décembre – Las Vegas | 9 décembre – Las Vegas | 9 décembre – Las Vegas | 9 décembre – Las Vegas |
|  | Celtics de Boston                  | Celtics de Boston               | 112                             | 112                             |                       |                       |                        |                        |                        |                        |  |  | 9 décembre – Las Vegas | 9 décembre – Las Vegas | 9 décembre – Las Vegas | 9 décembre – Las Vegas |
|  | Celtics de Boston                  | Celtics de Boston               | 112                             | 112                             | Pacers de l'Indiana   | Pacers de l'Indiana   | 109                    | 109                    |                        |                        |  |  |                        |                        |                        |                        |
|  | 5 décembre 2023 – Los Angeles, CA  |                                 |                                 |                                 | Pacers de l'Indiana   | Pacers de l'Indiana   | 109                    | 109                    |                        |                        |  |  |                        |                        |                        |                        |
|  |                                    |                                 | Lakers de Los Angeles           | Lakers de Los Angeles           | 123                   | 123                   |                        |                        |                        |                        |  |  |                        |                        |                        |                        |
|  | Lakers de Los Angeles              | Lakers de Los Angeles           | Lakers de Los Angeles           | Lakers de Los Angeles           | 123                   | 123                   | 106                    | 106                    |                        |                        |  |  |                        |                        |                        |                        |
|  | Lakers de Los Angeles              | Lakers de Los Angeles           |                                 |                                 |                       |                       |                        |                        |                        |                        |  |  |                        |                        |                        |                        |
|  | Suns de Phoenix                    | Suns de Phoenix                 | 103                             | 103                             |                       |                       |                        |                        |                        |                        |  |  |                        |                        |                        |                        |
|  | Suns de Phoenix                    | Suns de Phoenix                 | 103                             | 103                             | Lakers de Los Angeles | Lakers de Los Angeles | 133                    | 133                    |                        |                        |  |  |                        |                        |                        |                        |
|  | 4 décembre 2023 – Sacramento, CA   |                                 |                                 |                                 | Lakers de Los Angeles | Lakers de Los Angeles | 133                    | 133                    |                        |                        |  |  |                        |                        |                        |                        |
|  |                                    |                                 | Pelicans de La Nouvelle-Orléans | Pelicans de La Nouvelle-Orléans | 89                    | 89                    |                        |                        |                        |                        |  |  |                        |                        |                        |                        |
|  | Kings de Sacramento                | Kings de Sacramento             | Pelicans de La Nouvelle-Orléans | Pelicans de La Nouvelle-Orléans | 89                    | 89                    | 117                    | 117                    |                        |                        |  |  |                        |                        |                        |                        |
|  | Kings de Sacramento                | Kings de Sacramento             |                                 |                                 |                       |                       |                        | 117                    |                        |                        |  |  |                        |                        |                        |                        |
|  | Pelicans de La Nouvelle-Orléans    | Pelicans de La Nouvelle-Orléans | 127                             | 127                             |                       |                       |                        |                        |                        |                        |  |  |                        |                        |                        |                        |
|  | Pelicans de La Nouvelle-Orléans    | Pelicans de La Nouvelle-Orléans | 127                             | 127                             |                       |                       |                        |                        |                        |                        |  |  |                        |                        |                        |                        |
|  |                                    |                                 |                                 |                                 |                       |                       |                        |                        |                        |                        |  |  |                        |                        |                        |                        |